# Малый Тэбук
Ма́лый Тэбу́к (Малый Тебух) — река в России, протекает по Сосногорскому району Республики Коми. Устье реки находится в 40 км по правому берегу реки Велью на высоте 100 м над уровнем моря. Длина реки — 56 км. Площадь водосборного бассейна — 227 км².
Исток реки в болотах в 22 км к востоку от посёлка Нижний Одес. Малый Тэбук течёт на юго-восток, всё течение проходит по заболоченному таёжному лесу. Русло сильно извилистое, в низовьях образует старицы. В бассейне реки — нефтяные месторождения, входящие в состав Западно-Тэбукского месторождения. Ширина реки на всём протяжении не превышает 10 метров.

## Данные водного реестра
По данным государственного водного реестра России относится к Двинско-Печорскому бассейновому округу, водохозяйственный участок реки — Печора от истока до водомерного поста у посёлка Шердино, речной подбассейн реки — Бассейны притоков Печоры до впадения Усы. Речной бассейн реки — Печора.